# Route nationale 59b (Madagascar)
Pour les articles homonymes, voir Route nationale 59.
La route nationale 59b (N 59b) ou boulevard Duplex est une route nationale s'étendant de Antsiranana jusqu'à Ramena à Madagascar.

## Description
La route 59b parcourt 19 kilomètres dans la région de Diana au nord de Madagascar.
Elle part de la N 6 dans la commune d'Antsiranana (Diégo-Suarez) et se dirige vers l'est le long de la baie de Diego-Suarez jusqu'à la petite ville de Ramena.

## Parcours
- Antsiranana
- Ramena